# Лонгін Жарновецький
Ло́нгін Жарнове́цький (пол. Karol Longin Żarnowiecki; 1842, с. Великі Фільварки Кременецького повіту Волинської губернії, нині с. Плоске Кременецького району Тернопільської області, Україна — 1915, Житомир) (псевдонім: «ks. Antoni Rawicz») — римсько-католицький релігійний діяч, єпископ-помічник Могильовської архідієцезії (1897–1901); луцький і житомирський єпископ (1901–1911).

## Біографія
Народився у 1842 році у дворянській родині. Навчався в Острозькому дворянському училищі та Рівненській гімназії. У 1859 році вступив до Житомирської семінарії. У1862 році був направлений до Петербурзької духовної академії, де у 1865 році здобув ступінь кандидата богослів'я. Висвячений у 1866 році, у тому ж році йому присуджено ступінь магістра богослів'я.
Після повернення до рідної єпархії був призначений вікарієм Луцького кафедрального костьолу, згодом переведений до Житомирської семінарії на посаду викладача історії Церкви. У 1874 році під тиском київського генерал-губернатора був направлений до віддаленої парафії м. Монастирище, де душпаствував 24 роки. У 1879 році був призначений Таращансько-Канівським-Уманським деканом. У цей період активно займається науковою діяльністю, вивчає історію місцевих церков та їх оздоблення, під час відпусток відвідує країни Європи, де вивчає та замальовує церковне внутрішнє оздоблення, особливості літургійного вбрання. Плодом цієї праці стали книги: «Старовинні церковні вбрання в Луцькій та Житомирській єпархіях» (1891), «Historya i technika haftarstwa kościelnego» («Історія та техніка церковних прикрас»), 1902 р., «Ozdoba Domu Bożego: dzieło ilustrowane, poświęcone szatnictwu liturgicznemu i kunsztom, w służbie Kościoła pozostającym» («Прикраси храму Божого. Праця ілюстрована, присвячена вбранням літургійним під час служби»), 1904 р., друкує статті в європейських наукових журналах. Його характеризують як найвизначнішого польського дослідника літургійних шат і гапту.
За клопотанням єпископа Кирила Любовидського зведений у сан каноніка віце-кустоша Луцько-Житомирського кафедрального капітулу. У 1898 році за сприяння управляючого Луцько-Житомирською єпархією єпископа-суфрагана Болеслава Клопотовського повертається до Житомирської семінарії, де обіймає посаду викладача латинської мови. У 1900 році отримав звання прелата-схоластика кафедрального капітулу. У 1901 році був призначений ректором Петербурзької римсько-католицької духовної академії. У 1908 році був відзначений ступеня доктора богослів'я. Під час перебування на посаді ректора велику увагу приділяв вихованню майбутньої інтелектуальної еліти, до викладання в академії залучав найвідоміших петербурзьких професорів.
У 1910 році був іменований єпископом-суфраганом Луцьким та Житомирським. Під його керівництвом відбулося значне розширення Новоград-Волинського деканату.
Помер Лонгін Жарновецький у 1915 році у Житомирі, де і був похований на місцевому римсько-католицькому цвинтарі.

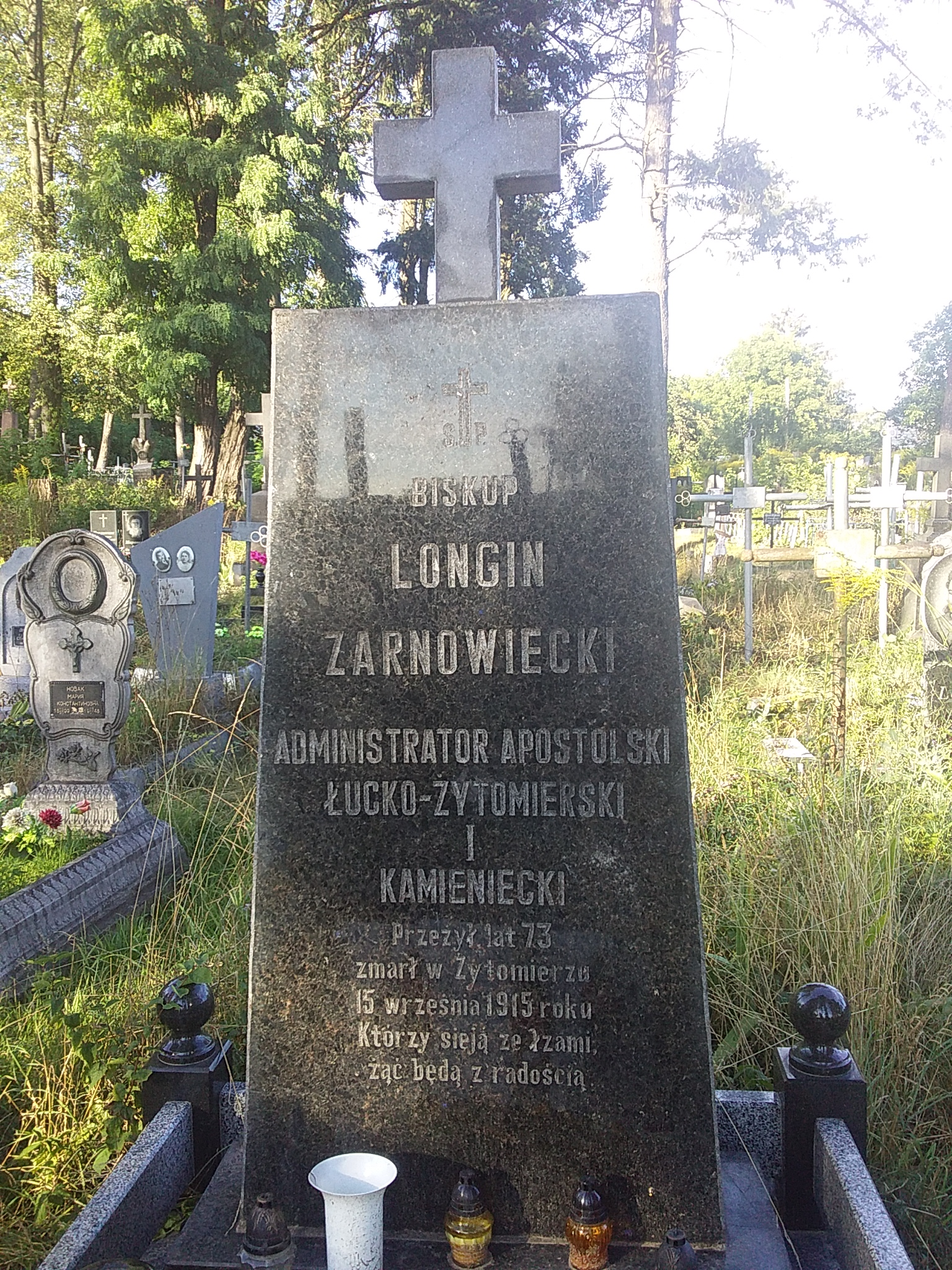
Могила Лонгіна Жарновецького на Польському кладовищі у Житомирі